# Fruitvale, Texas
Fruitvale là một thành phố thuộc quận Van Zandt, tiểu bang Texas, Hoa Kỳ. Năm 2010, dân số của xã này là 408 người.

## Dân số
- Dân số năm 2000: 418 người.
- Dân số năm 2010: 408 người.